# 水谷正史
水谷 正史（みずたに まさし、1941年6月15日 - 2008年4月10日）は、日本の実業家。株式会社メタルワン初代代表取締役社長。

## 人物・経歴
1965年、上智大学外国語学部卒業。同年、日商岩井（現・双日）株式会社に入社。1993年に同社鉄鋼貿易部長、1994年に同社取締役、1998年に同社常務取締役に就任。2003年に三菱商事株式会社と日商岩井株式会社の鉄鋼製品事業部門の統合により設立された株式会社メタルワンの初代代表取締役社長に就任。COOを兼任。2008年4月10日、膵臓癌のため死去。66歳没。